# جامعه‌شناسان برای زنان در جامعه
جامعه‌شناسان برای زنان در جامعه (به انگلیسی: Sociologists for Women in Society) یک سازمان بین‌المللی از دانشمندان علوم اجتماعی، دانشجویان، استادان، دست‌اندرکاران و محققان است - که در جهت بهبود جایگاه زنان در جامعه‌شناسی و به‌طور کلی جامعه تلاش می‌کنند.

## تاریخچه
در سال ۱۹۶۹، چند صد زن به جای حضور در جلسات انجمن متخصصان بیهوشی آمریکا، در هتل هیلتون در "کنوانسیون" در کلیسای یادبود گلاید جمع شدند. با به اشتراک گذاشتن احساس ناامنی و داستان تجربیات اولیه عرفان کننده به عنوان دانشجویان فارغ‌التحصیل و هیئت علمی، و تشویق یکدیگر با تشویق حضار، دریافتند که برخی از استرس‌های جامعه‌شناس بودن، احمقانه نیست بلکه بخشی از تجربه زن بودن است. بعداً در همان سال، حدود ۲۰ زن مؤسس برای ایجاد یک سازمان و شبکه ملاقات کردند. اگرچه "جامعه شناسان برای زنان در جامعه "برای جبران جنجال‌های جامعه شناسان زن ایجاد شده‌است ولی اکنون به سازمانی تبدیل شده‌است که از طریق تحقیقات و نوشتن جامعه‌شناسی فمینیستی نیز بر بهبود موقعیت اجتماعی زنان در جامعه تمرکز دارد.
جامعه شناسان برای زنان در جامعه، جلسات سالانه را برگزار می‌کند و مجله علمی جنسیت و جامعه را منتشر می‌کند.